# 더 더스키스
더 더스키스(The Duskeys)는 아일랜드의 4인조 음악 그룹이다. 유로비전 송 콘테스트 1981에서 아일랜드 대표로 참가했다.

## 구성원
- 샌디 켈리 (Sandy Kelly)
- 바바라 엘리스 (Barbara Ellis)
- 니나 더스키 (Nina Duskey)
- 댄 더스키 (Dan Duskey)